# 小百無禁忌
《小百無禁忌》（英語：Hidden Whisper）是一部台灣電影，由蔣蕙蘭導演編劇兼執導，描述三段不同年齡層「5歲、17歲、30歲」的女性故事，但劇情毫無連貫，女主角皆為「小百」貫穿全片，演繹著女孩到女人成長經驗的縮影。

## 劇情介紹
●第一段《門底下的腳影子》 ：
五歲的小百(黃品瑄 飾)生活在一個看似簡單沒有兄弟姊妹的家庭中，她一人面對著少了一條腿的爸爸(夏靖庭 飾)，陪伴爸爸上街乞討，以及偷情的媽媽(蕭淑慎 飾)。看著大人世界的溝通方式趣味解讀自己想像空間，透過純真的幼小心靈，究竟父母是在暴力爭執還是在舞蹈表演，總有一天會將大人的邏輯觀念一面推翻……毫無禁忌。

●第二段《遺失的身份證》 ：
十七歲的高中生小百(曾恬恬 飾)和媽媽(徐貴櫻 飾)關係不太好，日復一日的乏味生活讓她決定在漫畫店打工，某天與一位因車禍而失憶的神秘男子(戴立忍 飾)相遇，兩人漸漸展開了默契，下班後拿客人身分證假扮不同角色，「成年人到夜店跳舞、優等生去出租店租A片，後來打扮成漂亮女子的模樣在路上逛街，兩人被警察臨檢，好巧不巧身份證中的人竟是通緝犯… 」

●第三段《遊牧民族》 ：
三十歲的小百(舒淇 飾)是個未婚懷孕的插畫家，打從媽媽(金燕玲 飾)再婚後就不曾回家，並跟隨每一任男朋友換不同的居住所，但總會習慣寄張明信片回去「我很好，小百上」，媽媽並依循著明信片住址找上門，她始終不願見一面。某天，小百被男友(高捷 飾)的老婆捉姦，少了重心想到母親，於是跑來投靠長年住院的媽媽。在這母女相處的日子，使小百重新省思一路走來的感情奔波，看著媽媽保存下來的明信片，腦袋不由自主地浮現當時一人在外的心情，讓小百不再頹廢自己，決定放下"遊牧民族"的生活，重新開啟自我肯定的穩定生活。

## 獎項紀錄
- 2000年：第37屆金馬獎 「最佳男配角」- 夏靖庭
- 2000年：台北電影節《小百無禁忌》獲得商業推薦評估獎提名
- 2000年：第53屆坎城影展金攝影機獎以《小百無禁忌》獲得參選片
- 2000年：第五屆韓國釜山國際電影節新浪潮單元（New Currents）以《小百無禁忌》進入單元競賽
- 2000年：第45屆亞太影展評審團以《小百無禁忌》獲得特別獎
- 2000年：英國愛丁堡電影節以《小百無禁忌》參展
- 2000年：義大利羅馬電影節以《小百無禁忌》參展

## 文獻來源
《中影電影》小百無禁忌 （页面存档备份，存于）
《今周刊》新銳導演新作品 ─《小百無禁忌》、《運轉手之戀》P.132
維基《蔣蕙蘭》榮譽
邱順清 電影監製

## 外部連結
- 開眼電影網上《小百無禁忌》的資料（繁體中文）
- 互联网电影数据库（IMDb）上《小百無禁忌》的资料（英文）